# Ectopatria deloptis
Ectopatria deloptis là một loài bướm đêm thuộc họ Noctuidae. Loài này có ở New South Wales và Tây Úc.